# NGC 7364
NGC 7364 est une galaxie lenticulaire située dans la constellation du Verseau. Cette galaxie a été découverte par l'astronome germano-britannique William Herschel en 1785. La vitesse de NGC 7364 par rapport au fond diffus cosmologique est de 4 480 ± 26 km/s, ce qui correspond à une distance de Hubble de 66,1 ± 4,6 Mpc (∼216 millions d'al).
Selon la base de données Simbad, NGC 7364 est une radiogalaxie.
À ce jour, six mesures non basées sur le décalage vers le rouge (redshift) donnent une distance de 70,600 ± 22,130 Mpc (∼230 millions d'al), ce qui est à l'intérieur des valeurs de la distance de Hubble. Notons que c'est avec la valeur moyenne des mesures indépendantes, lorsqu'elles existent, que la base de données NASA/IPAC calcule le diamètre d'une galaxie et qu'en conséquence le diamètre de NGC 7364 pourrait être d'environ 33,2 kpc (∼108 000 al) si on utilisait la distance de Hubble pour le calculer.

## Supernova
Trois supernovas ont été découvertes dans NGC 7364 : SN 2006lc, SN 2009fk et SN 2011im.

### SN 2006lc
Cette supernova a été découverte le 21 octobre 2006 dans le cadre du relevé SDSS II. Cette supernova était de type Ib/c et sa magnitude au moment de sa découverte était de 20,2.

### SN 2009fk
La supernova SN 2009fk été découverte le 29 mai 2009 dans le cadre du programme LOSS (Lick Observatory Supernova Search) de l'Observatoire de Lick. Cette supernova était de type Ia et sa magnitude au moment de sa découverte était de 18,5. 

### SN 2011im
La supernova SN 2011im été découverte le 26 novembre 2011 à Yamagata au Japon par l'astronome japonais Koichi Itagaki. Cette supernova était de type Ia et sa magnitude au moment de sa découverte était de 18,5.